# Trematopidae
Die Trematopidae ist eine Familie temnospondyler Landwirbeltiere aus der Gruppe der Dissorophoidea, deren Vertreter überwiegend im oberen Pennsylvanium und Unterperm der USA gefunden wurden. Der in Europa gefundene Vertreter sind Mordex aus Tschechien sowie Rotaryus und Tambachia aus den Steinbrüchen von Bromacker am Nordrand der Thüringer Kleinstadt Tambach-Dietharz. 

## Merkmale
Alle Trematopiden haben im Vergleich zu Amphibamiden und Dissorophiden verlängerte Schädel und weiter hinten, etwa auf Mitte der Schädellänge befindlichen Orbita. Auffallend sind verlängerte Nasenlöcher, daher war womöglich eine Drüse an dieser Stelle vorhanden. Am Prämaxillare waren bei Trematopiden zwei Zähne vergrößert, der von anterior gezählt sechste Zahn des Maxillare war ebenfalls vergrößert. Erstmals traten vergrößerte Zähne bei Anconastes, Actiobates und Mordex auf. Einzigartig für Anconastes ist ein dichter Panzer aus nicht-überlappenden Osteodermen, der den Rumpf bedeckte.

## Gattungen
- Acheloma
- Actiobates
- Anconastes
- Fedexia
- Mordex
- Phonerpeton
- Rotaryus
- Tambachia